# Emmanuel Chedal
Emmanuel Chedal (Moûtiers, 15 januari 1983) is een Frans schansspringer.
Hij debuteerde in de wereldbeker in 1998 eigen land, in Chamonix. Vanaf het seizoen 2001/2002 is hij een vaste springer in het wereldbekercircuit.
Tot eind 2010 haalde hij acht keer individueel een top-10 notering in de wereldbeker. Zijn beste prestatie behaalde hij in het Noorse Lillehammer met een derde plaats in de wereldbekerwedstrijd in december 2009. Chedal nam ook deel aan twee Olympische Spelen.  In Canada in 2010 eindigde hij als dertiende op de grote schans.  